# Fengxue Yanzhao
Fengxue Yanzhao (chiń. 風穴延沼, pinyin Fēngxué Yánzhǎo; kor. 풍혈연소 P’unghyŏl Yŏnso; jap. Fuketsu Enshō; wiet. Phong Huyệt Duyên Chiểu; ur. 896, zm. 973) – chiński mistrz chan ze szkoły linji.

## Życiorys
Pochodził z Yuzhou. W młodości studiował konfucjanizm i po niezdaniu egzaminów na urzędnika, stracił wszelkie zainteresowanie tą drogą życia. Opuścił dom i został mnichem wyświęconym przez mistrza winai Zhigonga w buddyjskim klasztorze Kaiyuan. Studiował Sutrę Lotosu i praktykował medytację w stylu zhiguan, co było wówczas typowe w szkole tiantai. Nie pozostawał jednak w jednym miejscu, ale podróżował, aby poszerzyć swoje horyzonty.
W wieku 25 lat zetknął z chanem i został uczniem mistrza chan Jingqinga Daofu. Dalej niezadowolony ze swoich postępów, tzn. z ich braku, wędrował w poszukiwaniu odpowiedniego nauczyciela. W końcu został uczniem surowego mistrza Nanyuana Huiyonga. Praktykował pod jego kierunkiem 6 lat, osiągnął oświecenie i został spadkobiercą Dharmy swego nauczyciela.
Nanyuan spytał Fengxue Co sądzisz o tym kiju z południa?
Fengxue powiedział Myślę, że jest on zupełnie niezwykły.
Fengxue kontynuował Co mistrz może powiedzieć o kiju w tym miejscu?
Nanyuan podniósł swój kij i powiedział Ci, którzy nie mogą wytrzymać tego kija nie zobaczą Linji jako swojego nauczyciela.
Po tych słowach Fengxue głęboko urzeczywistnił wielkie znaczenie domu linji.
W 931 r. Fengxue udał się do Ruzhou, gdzie rozpoczął nauczanie w starym i zniszczonym klasztorze Fengxue. Wkrótce zgromadziło się przy nim tylu uczniów, że zrujnowany klasztor nie mógł ich pomieścić; jednak w 951 r. przenieśli się wszyscy do nowego klasztoru Guanghui. Fengxue był jego opatem przez następne 22 lata.
Fengxue jest uważany za jednego z największych mistrzów chan linii przekazu mistrza Linji, czyli szkoły linji. Cała przyszła tradycja szkoły wywodzi się z jego linii przekazu. Poświęcone są mu następujące gong’any: 24 w Wumenguan, 38, 61 w Biyan lu i 29, 34 z Congrong lu.

## Linia przekazu Dharmy zen
Pierwsza liczba oznacza liczbę pokoleń mistrzów od 1 Patriarchy indyjskiego Mahakaśjapy.
Druga liczba oznacza liczbę pokoleń od 28/1 Bodhidharmy, 28 Patriarchy Indii i 1 Patriarchy Chin.
- 38/11. Linji Yixuan (zm. 866) Szkoła linji
  - 39/12. Xinghua Cunjiang (830–925)
    - 40/13. Nanyuan Huiyong (860–930)
      - 41/14. Fengxue Yanzhao (896–973)
        - 42/15. Shoushan Xingnian (926–993) (także Shoushan i Baoying Shengnian)
          - 43/16. Guanhui Yuanlian (951–1036)
            - 44/17. Yang Yi (974–1020) wydał i obdarzył wstępem Chuandeng lu (1009)

          - 43/16. Fenyang Shanzhao (947–1024)
            - 44/17. Dadao Guquan (zm. ok. 1060)
            - 44/17. Dongshan Shouzhi (zm. 1056)
            - 44/17. Dayu Shouzhi (bd)
            - 44/17. Cuiyan Shouzhi (bd)
              - 45/18. Yunfeng Wenyue (998–1062)

            - 44/17. Langye Huijue (bd)
              - 45/18. Changshui Zixuan (zm. 1038)
                - 45/19. Dagui Muzhe (zm. 1095)

            - 44/17. Ciming Chuyuan (987–1040) (także Shishuang i Nanyuan)
              - 45/18. Yangqi Fanghui (992–1049) szkoła yangqi
              - 45/18. Cuiyan Kezhen (zm. 1064)
              - 45/18. Huanglong Huinan (1002–1069) szkoła huanglong